# مائورو سیلوا

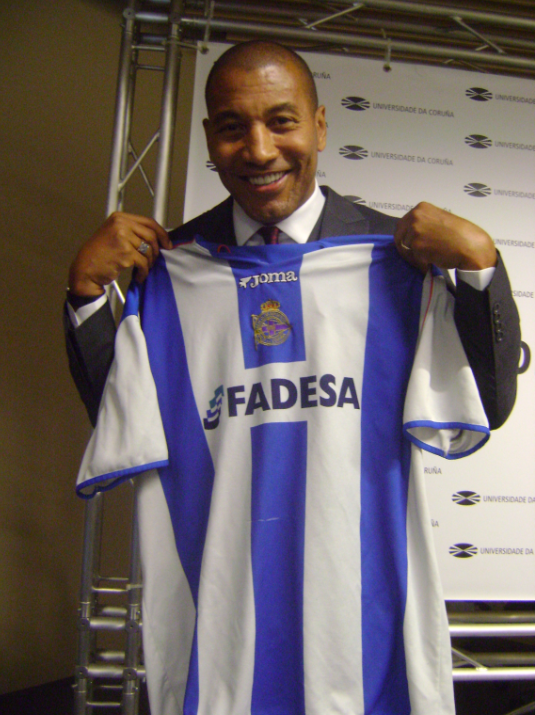
مائورو سیلوا در سال ۲۰۲۲

مائورو سیلوا (به پرتغالی: Mauro da Silva Gomes) هافبک اهل برزیل است که در شهر سائو برناردو دو کامپو و در تاریخ ۱۲ ژانویهٔ ۱۹۶۸ به دنیا آمده‌است.
مائورو سیلوا در تیم‌های فوتبال Guarani ،Bragantino،دپورتیوو لاکرونیا سابقهٔ حضور دارد. این بازیکن همچنین در سال، 1991 – 2001 برای، تیم ملی فوتبال برزیل به میدان رفته‌است 